# Shannonomyia (Shannonomyia) multisetosa
Shannonomyia (Shannonomyia) multisetosa is een tweevleugelige uit de familie steltmuggen (Limoniidae). De soort komt voor in het Neotropisch gebied.